# Матвейцев Володимир Євгенович
Володимир Євгенович Матве́йцев (нар. 15 квітня 1963, Кам'янець-Подільський); батьки-Матвєйцева Світлана Миколаївна (медсестра) Матвєйцев Євгеній Іванович (військовий); український художник; член Чернігівської організації Спілки художників України з 1992 року. Лауреат Чернігівської обласної премії імені Михайла Коцюбинського за 2014 рік. Чоловік графіка Ганни Матвейцевої, батько графіка Ольги Майвейцевої.

## Біографія
Народився 15 квітня 1963 року в місті Кам'янці-Подільському (нині Хмельницька область, Україна). Упродовж 1978—1981 років навчавс у Республіканський середній художній школі імені Тараса Шевченка у Києві; у 1985—1991 роках — у Київському державному художньому інституті, де його викладачами були зокрема Тимофій Лящук і Олексій Штанко.
```
№
 
5
[
2
]
.
```

## Творчість
Створює живописні картини переважно на релігійну тематику, плакати. Серед робіт:
- плакат «Христос воскрес!» (1991);

живопис
- «Не хлібом єдиним» (1989);
- «Вознесіння» (1991);
- «Різдво Христове» (1991);
- «Матір Божа» (1992);
- «Адам і Єва» (2002);
- «Свято» (2003);
- «Звір-птиця» (2009);
- «Великдень» (2009);
- «Молитва» (2009);
- «Сон» (2012);
- «Джерело» (2012);
- «Думи» (2012).

Бере учаисть в обласних, всеукраїнських мистецьких виставках і пленерах з 1992 року. Персональна виставка відбулася у Чернігові у 2014 році.
Деякі роботи художника зберігаються у Чернігівському художньому музеї.